# Медисон Петис
Медисон Мишел Петис (енгл. Madison Michelle Pettis; Арлингтон, 22. јул 1998) америчка је глумица. Најпознатија је по својим улогама као Софи Мартинез у хумористичкој серији Кори у кући Disney Channel-а, као Пејтон Кели у План за тату из 2007. године, и као Али Брукс у канадској хумористичкој серији Живот са дечацима.

## Филмографија
| Година | Српски наслов                                   | Оригинални наслов | Улога         | Напомене |
| ------ | ----------------------------------------------- | ----------------- | ------------- | -------- |
| 2005.  | Барни и пријатељи: Можете ли отпевати ту песму? |                   | Бриџет        |          |
| 2006.  | Барни и пријатељи: Хајде да стварамо музику     |                   | Бриџет        |          |
| 2007.  | План за тату                                    |                   | Пејтон Кели   |          |
| 2008.  | Н/Д                                             |                   | Тара Роланд   | филм     |
| 2008.  | Седам живота                                    |                   | Конина ћерка  |          |
| 2008.  | Н/Д                                             |                   | Бејли Брајант |          |
| 2010.  | Потрага за Шапицом Мраз                         |                   | Виламина/Вил  | филм     |
| 2011.  | Чивава са Беверли Хилса 2                       |                   | Лала          | филм     |
| 2012.  | Чивава са Беверли Хилса 3                       |                   | Лала          | филм     |
| 2014.  | Н/Д                                             |                   | Тара Роланд   | филм     |
| 2015.  | Н/Д                                             |                   | Меги          | [ 4 ]    |
| 2020.  | Н/Д                                             |                   | Ени           | филм     |
| 2021.  | Он је тај                                       |                   | Олден         |          |

| Година     | Српски наслов                            | Оригинални наслов | Улога               | Напомене                                           |
| ---------- | ---------------------------------------- | ----------------- | ------------------- | -------------------------------------------------- |
| 2006.      | Џерико                                   |                   | Стејси Клемонс      | епизода: „Пилот”                                   |
| 2006       | Барни и пријатељи                        | Бриџет            | 2. епизоде          |                                                    |
| 2007–2008. | Кори у кући                              |                   | Софи Мартинез       | главна улога                                       |
| 2007.      | Хана Монтана                             |                   | Софи Мартинез       | епизода: „Узми овај посао и воли га”               |
| 2007.      | Н/Д                                      |                   | млада Изабел Тајлер | епизодина: „Татина мала девојчица”                 |
| 2008.      | Божић Мапетоваца: Писма за Деда Мраза    |                   | Клер                | телевизијски филм                                  |
| 2009.      | Н/Д                                      |                   | Кејти / Тара        | 2. епизоде                                         |
| 2009–2015. | Финеас и Ферб                            |                   | Адисон Свитвотер    | споредна гласовна улога, 11 епизода                |
| 2009.      | Н/Д                                      |                   | себе                | споредна такмичарка                                |
| 2011–2015. | Џејк и пирати из Недођије                |                   | Изи                 | главна гласовна улога                              |
| 2011.      | Н/Д                                      |                   | Џули                | епизода: „Црна Маска”                              |
| 2011–2013. | Живот са дечацима                        |                   | Али Брукс           | главна улога                                       |
| 2012–2015. | Заморчићи                                |                   | Џанел               | споредна улога, 10 епизода                         |
| 2015–2016. | Фостерови                                |                   | Дарија              | споредна улога, 6 епизода                          |
| 2015.      | Родитељство                              |                   | Лин                 | епизода: „Нека вас Бог благослови и увек вас чува” |
| 2015.      | Лавља стража                             |                   | Зури                | гласовна улога; телевизијски филм                  |
| 2016–2019. | Лавља стража                             |                   | Зури                | споредна гласовна улога, 6 епизода                 |
| 2016.      | Н/Д                                      |                   | Френки              | телевизијски филм                                  |
| 2016.      | Прави О'Нилови                           |                   | Клои Перенте        | епизода: „Прави спој”                              |
| 2017.      | Ред и закон: Одељење за специјалне жртве |                   | Стејси Ванховен     | епизода: „Без разлога”                             |
| 2018–2019. | Н/Д                                      |                   | Тош Бенет           | веб-серија; главна улога                           |